# Kal Khvājeh (ort, lat 31,67, long 50,33)
Kal Khvājeh (persiska: کل خواجه) är en ort i Iran.   Den ligger i provinsen Khuzestan, i den centrala delen av landet, 500 km söder om huvudstaden Teheran. Kal Khvājeh ligger 1 440 meter över havet och antalet invånare är 144.
Terrängen runt Kal Khvājeh är kuperad åt nordväst, men åt sydost är den bergig. Runt Kal Khvājeh är det ganska tätbefolkat, med 56 invånare per kvadratkilometer. Närmaste större samhälle är Dehdez, 6,4 km nordväst om Kal Khvājeh. Omgivningarna runt Kal Khvājeh är i huvudsak ett öppet busklandskap.